# Vienenburg
Vienenburg är en ortsteil i staden Goslar i Landkreis Goslar i det tyska förbundslandet Niedersachsen. Vienenburg nämns för första gången i ett dokument från år 1306. Vienenburg var en stad fram till 1 januari 2014 när den uppgick i Goslar. Staden Vienenburg hade 10 557 invånare 2013.

## Ortsteile
Vienenburg bestod av följande Ortsteile: Immenrode, Lengde, Lochtum, Vienenburg mit Wöltingerode, Weddingen och Wiedelah.